# Darcy DeMoss
Darcy DeMoss (ur. 19 sierpnia 1963 w Los Angeles) – amerykańska aktorka.
W dzieciństwie marzyła o karierze tancerki. W 1979 roku ukończyła szkołę średnią i wyruszyła do Kalifornii. W jednym z klubów zauważył ją reżyser Ron Harris. Powierzył jej niewielką rolę w swoim filmie Aerobicise. Popularność wśród wielu mężczyzn zapewniła jej rola w filmie Laski (Hardbodies, 1984). Dwa lata później zagrała rolę Nikki w Piątku, trzynastego VI: Jason żyje. Dziś kojarzona jest z rolą w kultowej komedii Nie kupisz miłości (Can't Buy Me Love, 1987), w której zagrała przebojową Patty. W filmie zagrała obok Patricka Dempseya. W latach dziewięćdziesiątych jej kariera zaczęła się rozpadać. Darcy udowodniła wtedy, że nie boi się występów rozbieranych, pojawiając się w licznych filmach erotycznych. Przez pewien czas prowadziła programy na stacjach erotycznych. Gdy w odbudowaniu popularności nie pomogły jej nawet sesje do Playboya, wycofała się z branży. W 2005 wznowiła karierę aktorską i wystąpiła w komedii Starcrossed. Po 2007 występuje nieregularnie. 